# Lioptilus nigricapillus
Lioptilus nigricapillus е вид птица от семейство Sylviidae, единствен представител на род Lioptilus. Видът е почти застрашен от изчезване.

## Разпространение
Видът е разпространен в Свазиленд и Южна Африка.